# Blues for Night People
| Recensione | Giudizio |
| ---------- | -------- |
| AllMusic   | [ 2 ]    |

Blues for Night People è il secondo album di Charlie Byrd, pubblicato dalla Savoy Records nel marzo del 1958.
L'album fu ripubblicato nel 1978, sempre dalla Savoy Records (codice: SJL 1121) con il titolo di Midnight Guitar.

## Tracce
Lato A
1. Blues for Night People – 20:31 (Charlie Byrd)

Lato B
1. Blues My Naughtie Sweetie Taught Me – 3:42 (Arthur N. Swanstone, Carey Morgan)
2. Blue Prelude – 5:22 (Gordon Jenkins, Joe Bishop)
3. This Can't Be Love – 2:42 (Lorenz Hart, Richard Rodgers)
4. Jive at Five – 5:42 (Count Basie, Harry Edison)

## Musicisti
- Charlie Byrd - chitarra
- Keeter Betts - contrabbasso
- Gus Johnson - batteria[6]

Note aggiuntive
- Ozzie Cadena - supervisore e produttore
- Rudy Van Gelder - ingegnere delle registrazioni
- Portrait Productions - copertina album
- H. Alan Stein - note di retrocopertina album[7]